# Mickey Gilchrist
Pour les articles homonymes, voir Gilchrist.
Michael Gilchrist (né le 13 septembre 1984 à Ottawa, Ontario au Canada) est un joueur canadien de hockey sur glace.

## Carrière de joueur
Suivant ses quatre saisons passées avec les Panthers de Middlebury College aux États-Unis, il signa un contrat professionnel avec le club japonais Nikko Kobe IceBucks. Après l'élimination de son équipe au début des séries éliminatoires, il se joint aux Bucks de Laredo de la Ligue centrale de hockey pour y terminer la saison.
En 2009, il intègre l'effectif de l'Étoile noire de Strasbourg dans la Ligue Magnus.

## Statistiques
| Saison    | Équipe                         | Ligue        |    | Saison régulière | Saison régulière | Saison régulière | Saison régulière | Saison régulière |   | Séries éliminatoires | Séries éliminatoires | Séries éliminatoires | Séries éliminatoires | Séries éliminatoires |
| Saison    | Équipe                         | Ligue        | PJ | B                | A                | Pts              | Pun              | PJ               | B | A                    | Pts                  | Pun                  |                      |                      |
| 2004-2005 | Panthers de Middlebury College | NCAA         | 28 | 21               | 7                | 28               | 8                | -                | - | -                    | -                    | -                    |                      |                      |
| 2005-2006 | Panthers de Middlebury College | NCAA         | 30 | 24               | 26               | 50               | 16               | -                | - | -                    | -                    | -                    |                      |                      |
| 2006-2007 | Panthers de Middlebury College | NCAA         | 31 | 19               | 15               | 34               | 36               | -                | - | -                    | -                    | -                    |                      |                      |
| 2007-2008 | Panthers de Middlebury College | NCAA         | 26 | 10               | 14               | 24               | 20               | -                | - | -                    | -                    | -                    |                      |                      |
| 2008-2009 | Nikko Kobe IceBucks            | Asia League  | 36 | 6                | 13               | 19               | 32               |                  |   |                      |                      |                      |                      |                      |
| 2008-2009 | Bucks de Laredo                | LCH          | 8  | 1                | 1                | 2                | 6                | -                | - | -                    | -                    | -                    |                      |                      |
| 2009-2010 | Étoile Noire de Strasbourg     | Ligue Magnus | 22 | 6                | 10               | 16               | 20               | 6                | 1 | 4                    | 5                    | 16                   |                      |                      |
| 2009-2010 | Strasbourg                     | CdF          | 4  | 1                | 2                | 3                | 0                |                  |   |                      |                      |                      |                      |                      |
| 2009-2010 | Strasbourg                     | CdlL         | 4  | 2                | 2                | 4                | 4                |                  |   |                      |                      |                      |                      |                      |